# Vincenzo Maculani
Vincenzo Maculani OP (ur. 11 września 1578 w Fiorenzuola d’Arda, zm. 16 lutego 1667 w Rzymie) – włoski kardynał.

## Życiorys
Urodził się 11 września 1578 roku w Fiorenzuola d’Arda, otrzymując na chrzcie imię Gaspare. W młodości wstąpił do zakonu dominikanów i w 1594 roku złożył profesję wieczystą. Studiował w Bolonii, a następnie został wykładowcą i członkiem inkwizycji rzymskiej. Uczestniczył w procesie Galileusza i był jedną z niewielu osób, które broniły astronoma. 16 grudnia 1641 roku został kreowany kardynałem prezbiterem i otrzymał kościół tytularny San Clemente. 13 stycznia 1642 roku został wybrany arcybiskupem Benewentu, a sześć dni później przyjął sakrę. Rok później zrezygnował z zarządzania archidiecezją. Zmarł 16 lutego 1667 roku w Rzymie.